# Yamadazyma mexicanum
Yamadazyma mexicanum är en svampart som först beskrevs av M. Miranda, Holzschu, Phaff & Starmer, och fick sitt nu gällande namn av Billon-Grand 1989. Yamadazyma mexicanum ingår i släktet Yamadazyma och familjen Pichiaceae.   Inga underarter finns listade i Catalogue of Life.